# 오피스톤토사우루스
오피스톤토사우루스(학명:Opisthodontosaurus carrolli)는 도마뱀목 까마귀도마뱀과에 속하는 도마뱀으로, 멸종한 종이다. 전체적인 몸길이가 65~75 cm인 소형의 몸집을 가진 도마뱀이다.

## 특징
오피스톤토사우루스는 오클라호마 얼리 퍼미언의 캡토히니드 파충류의 멸종된 속이다. 오피소돈토사우루스 캐롤리는 2015년에 리차드 스퍼 근처의 돌리스 브라더스 석회암 채석장에서 나온 여러 개의 관절형 골격을 바탕으로 명명되었다. 이 해골들에 대한 설명 이전에 오피스토돈토사우루스 캐롤리의 턱과 이빨은 에우리도스 프리무스라고 불리는 르포폰디엘 양서류 종에 속하는 것으로 생각되었다. 비록 캡토르히니드 파충류와 레포스폰딜 양서류는 멀리 떨어져 있지만 이 두 종은 치과 해부학에서 놀라운 수준의 진화 융합을 보여준다. 두 마리 모두 단단한 껍질을 가진 무척추동물을 먹는 등 두 마리 토끼를 잡았을 가능성이 높다. 오피스톤토사우루스는 작은 몸집을 가졌지만 다리의 근육과 골격이 매우 잘 발달되어 빠른 속력으로 뛰는 것이 가능한 도마뱀이며 이를 통해 먹이를 사냥했거나 천적을 따돌렸을 것으로도 보인다.

## 생존시기와 서식지와 화석의 발견
오피스톤토사우루스가 생존했던 시기는 고생대의 페름기로서 지금으로부터 2억 9500만년전~2억 4500만년전에 생존했던 종이다. 생존했던 시기에는 북아메리카를 중심으로 하는 초원 등에서 주로 서식했었던 도마뱀이다. 화석의 발견은 2015년에 북아메리카의 페름기에 형성된 지층에서 캐나다와 미국의 고생물학자들에 의하여 처음으로 화석이 발견되어 새롭게 명명된 종이다.

## 같이 보기
- 파충류
- 고생대
- 페름기
- 도마뱀
- 화석